# Kevin Ratajczak

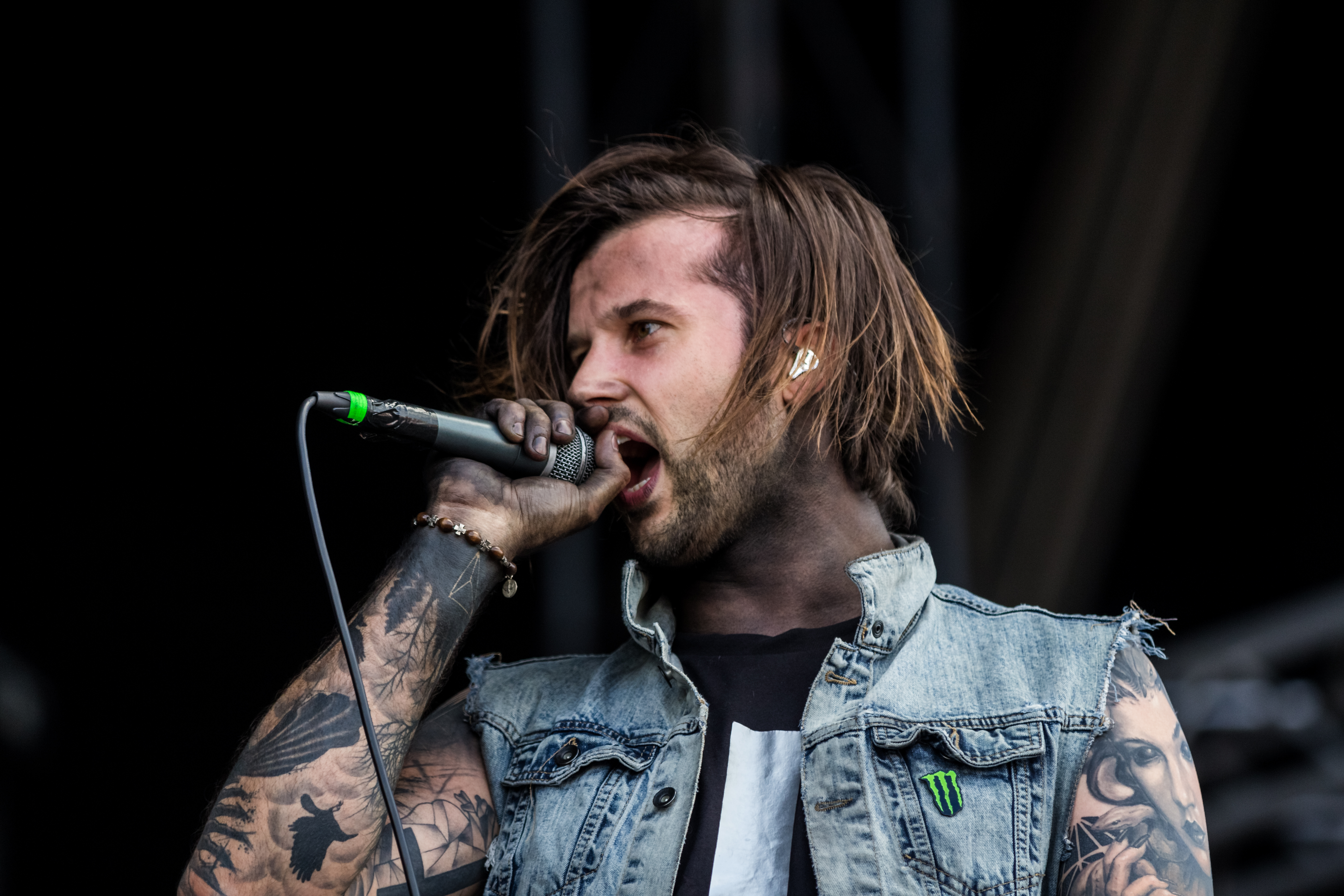
Kevin Ratajczak bei einem Auftritt mit Electric Callboy (2016)

Kevin Ratajczak (* 7. August 1985 in Datteln, Nordrhein-Westfalen) ist ein deutscher Metal-Sänger und Keyboarder. Er ist Gründungsmitglied und neben Nico Sallach einer von zwei Sängern der Metalcore-Band Electric Callboy.

## Leben und Karriere
Erste Erfahrungen mit „härterer Musik“ machte Kevin Ratajczak als Kind mit den Deep-Purple-Platten seines Vaters. Bevor er als Musiker Fuß fassen konnte, arbeitete Ratajczak nebenbei in verschiedenen anderen Berufen und studierte unter anderem Wirtschaftswissenschaften an der Ruhr-Universität Bochum.
2010 rief er in Castrop-Rauxel gemeinsam mit Sebastian „Sushi“ Biesler, Daniel „Danskimo“ Haniß, Daniel Klossek, Michael Malitzki und Pascal Schillo die Gruppe Eskimo Callboy ins Leben. Während Biesler den Leadgesang übernahm, sorgte Ratajczak von Anfang an für das Shouting. Die Band wuchs in den folgenden Jahren stetig, konnte alle ihre Studioalben in den deutschen Charts platzieren und tourte als Support von Papa Roach und anderen international bekannten Gruppen. 2020 folgte Nico Sallach Biesler als Leadsänger nach und der Gruppe gelang mit der Single Hypa Hypa samt Video ein viraler Erfolg. 2021 moderierte er gemeinsam mit seinem neuen Gesangskollegen den Podcast Oberkante Unterlippe, der im Nachtprogramm von Rock Antenne ausgestrahlt wurde. Nachdem die Band mit den Singles We Got the Moves und Pump It neue Märkte erobern konnte, benannte sie sich 2022 in Electric Callboy um. Das erste Studioalbum mit Sallach, Tekkno, wurde wenig später veröffentlicht und erreichte Platz eins der deutschen Albumcharts.
Ratajczak ist seit 2019 verheiratet und Vater von zwei Söhnen.

## Stil
Kevin Ratajczak ist bei Electric Callboy für den gutturalen Gesang verantwortlich. Er trägt, zumeist im Shouting-Stil, vor allem die Strophen der Bandlieder vor, wohingegen er seine klare Singstimme selbst scherzhalber auf „Wendler-Niveau“ sieht. Einen Großteil der Liedtexte schreibt er gemeinsam mit dem Leadsänger Nico Sallach. Als ein Vorbild nennt Ratajczak Brendon Urie von Panic! at the Disco.